# Francisco Gordillo (explorador)
Francisco Gordillo fue un capitán de navío, explorador español.
En 1521 recorrió, junto a Pedro Quexo, las costas inexploradas de Carolina del Norte y Carolina del Sur. Su expedición posibilitó la fundación de San Miguel de Gualdape en 1526.

## Historia

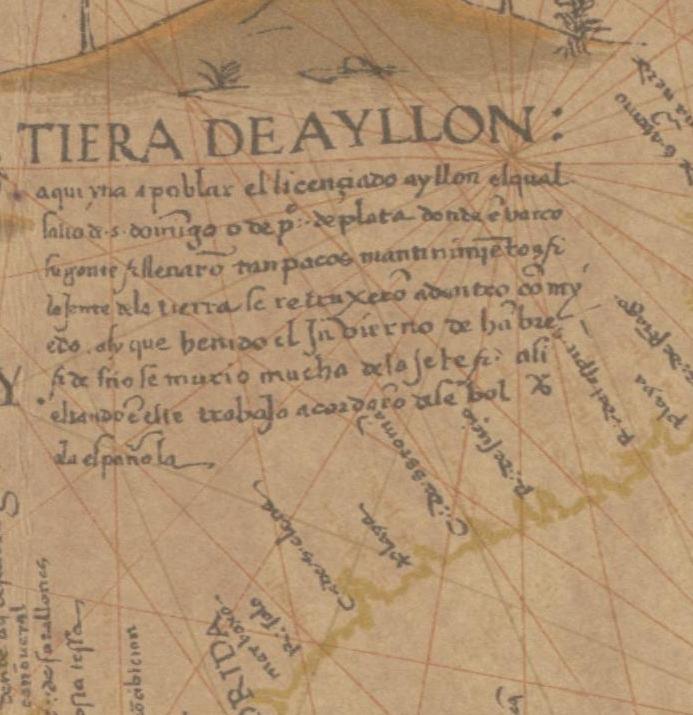
Tierra de Ayllón en el mapa del cartógrafo Diego Ribero (1539)

En 1521 los marinos Francisco Gordillo y Pedro Quexo fueron mandados a sendas expediciones a las islas Lucayas (Bahamas). Las expediciones fueron ordenadas por los oidores de la Real Audiencia de Santo Domingo Lucas Vázquez de Ayllón, en el caso de Gordillo, y Juan Ortiz de Matienzo, en el caso de Quexo. El propósito era el rescate de sus indígenas, aunque bien podría haber sido una expedición para su captura. Partieron de Puerto Plata (República Dominicana) y, al no encontrar rastro alguno de los indígenas de las Lucayas, prosiguieron por su estrecho rumbo norte más allá de las latitudes descubiertas por Ponce de León en 1513. Navegaron hasta la latitud del cabo del Miedo (Southport, Carolina del Norte), sin ver tierra, por lo que pusieron rumbo sur. Desembarcaron el 24 de junio de 1521 en el paralelo 33,5° nombrando la región descubierta como Tierra de San Juan Bautista.Permanecieron veintidós días, en buenas relaciones con los indígenas. Sin embargo, al marcharse les traicionaron, llevándose cautivos a una buena cantidad de ellos. La nave de Gordillo naufragó, sobreviviendo algunos miembros del pasaje y tripulación como el indígena Francisco Chicora. Vázquez de Ayllón confió en poder reclamar el nuevo territorio para si y adelantar al patrocinador de la expedición de Quexo, por lo que viajó en persona a España y logró una capitulación de Carlos V para la conquista de la región. Sin embargo, sus nuevas expediciones las realizó con Quexo. El empeño de Ayllón supuso la fundación de San Miguel de Gualdape en 1526. Su ubicación no ha podido determinarse con certeza. Una ubicación podría ser en el río New en las inmediaciones de Jacksonville, Carolina del Norte.
Marjory Stoneman Douglas atribuye a Gordillo el bautizo del Cabo Cañaveral, ya que allí fue atacado por los indios Ais con flechas hechas de cañas.